# Рантакари, Ханну
Ханну Юхани Рантакари (фин. Hannu Juhani Rantakari; 8 января 1939, Тампере, Финляндия — 1 января 2018, там же) — финский гимнаст, призёр Олимпийских игр.
Ханну Рантакари родился в 1939 году в Тампере. В 1964 году на Олимпийских играх в Токио завоевал бронзовую медаль в опорном прыжке. В 1968 году принял участие в Олимпийских играх в Мехико, но медалей не завоевал.